# Karyamekar (Cilawu)
Karyamekar is een bestuurslaag in het regentschap Garut van de provincie West-Java, Indonesië. Karyamekar telt 5470 inwoners (volkstelling 2010).